# 19
19（十九、じゅうく、じゅうきゅう、とおあまりここのつ）は自然数、また整数において、18の次で20の前の数である。英語の序数詞では、19th、nineteenth となる。ラテン語では undeviginti（ウーンデーウィーギンティー）。

## 性質
- 19は8番目の素数である。1つ前は17、次は23。
  - 約数の和は20 。
  - 約数関数から導き出される数列 {\displaystyle a_{n}=\sigma (a_{n-1})} はその初期値によって異なる数列になる。異なる数列になる4番目の初期値(最小の値)を表す数である。1つ前は16、次は27。(ただし1を除く)(オンライン整数列大辞典の数列 A257348)
- (17, 19) は4番目に小さな双子素数である。1つ前は(11, 13)、次は(29, 31)。
  - 4数の組 (11, 13, 17, 19) は2番目に小さな四つ子素数である。1つ前は(5, 7, 11, 13)、次は(101, 103, 107, 109)。
- 19 = 19 + 0 × i (iは虚数単位)
  - a + 0 × i (a > 0) で表される4番目のガウス素数である。1つ前は11、次は23。
- 3番目の 8n + 3 型の素数であり、この類の素数は x2 + 2y2 と表せるが、19 = 12 + 2 × 32 である。1つ前は11、次は43。
- 1 と 9 を使った最小の素数である。次は191。ただし単独使用を可とするなら1つ前は11。(オンライン整数列大辞典の数列 A020457)
  - 19…9 の形の最小の素数である。次は1999。(オンライン整数列大辞典の数列 A055558)
  - 1…19 の形の最小の素数である。次は11119。(オンライン整数列大辞典の数列 A093400)
- 19 = 21 × 32 + 1より、7番目のピアポント素数である。1つ前は17、次は37。(オンライン整数列大辞典の数列 A005109)
- 19 = 24 + 3
  - n = 4 のときの 2n + 3 の値とみたとき1つ前は11、次は35。(オンライン整数列大辞典の数列 A062709)
    - 2n + 3 の形の4番目の素数である。1つ前は11、次は67。(オンライン整数列大辞典の数列 A057733)

  - 19 = 42 + 3
    - n = 2 のときの 4n + 3 の値とみたとき1つ前は7、次は67。(オンライン整数列大辞典の数列 A253208)
      - 4n + 3 の形の2番目の素数である。1つ前は7、次は67。(オンライン整数列大辞典の数列 A228026)
- レピュニット R19 = 1,111,111,111,111,111,111 は 2 番目に小さなレピュニット素数である。1つ前のレピュニット素数は R2 = 11、次は R23。(オンライン整数列大辞典の数列 A004023)
- p = 19 のときの 2p − 1 で表される 219 − 1 = 524287 は7番目のメルセンヌ素数である。1つ前は17、次は31。
- 19 = 4! − 3! + 2! − 1! 
  - 4番目の交互階乗である。1つ前は5、次は101。
- 19919, 19 + 9 + 19 = 47, 19 − 9 + 19 = 1 + 9 + 9 + 1 + 9 = 29, 1 + 9 + 9 + 1 − 9 = 11, 1 + 9 + 919 = 929 はいずれも素数である。
- 1/19 = 0.052631578947368421… (下線部は循環節で長さは18)
  - 循環節が n − 1 (全ての余りを巡回する)である3番目の素数である。1つ前は17、次は23。
  - 前の素数 17 もこの仲間であり、双子素数のうち最初の組み合わせとなる。
    - 1000 以下でこのような双子素数は(59, 61)、(179, 181)、(821, 823)である。

  - 17, 19 の次の 23, 29 も該当するため、連続する4つの素数が循環節 n − 1 となる最初の組である。次は487, 491, 499, 503, 509(5連続)。
  - 逆数が循環小数になる数で循環節が18になる最小の数である。次は38。
  - 循環節が n になる最小の数である。1つ前の17は2071723、次の19は1111111111111111111。(オンライン整数列大辞典の数列 A003060)
- 全ての自然数は、高々19個の4乗数の和で表すことができる。（ウェアリングの問題）
- 195 + 192 + 191 + 193 + 195 + 196 + 194 + 190 = 52135640
  - 左辺の指数を取り出して並べると、右辺の各桁の数に一致するという特徴をもつ基数19では最小の数である。次は985992657240。
    - それぞれの基数でこのような性質をもつ数が何個あるかはオンライン整数列大辞典の数列 A296139を参照。

  - 基数 n においてこのような性質をもつ最小の数とみたとき1つ前の18は4193708389121、次の20は1347536041。(オンライン整数列大辞典の数列 A236067)
- 19! = 121645100408832000 である（18桁）。
- 各位の和が19になるハーシャッド数の最小は874、1000までに1個、10000までに33個ある。
- 19 = (1 + 9) + (1 × 9)
  - 各位の和と各位の積を加えてできる最小の数である。ただし整数の範囲だと1つ前は0、次は29。(オンライン整数列大辞典の数列 A038364)
- 各位の和が10になる最小の数である。次は28。
  - 各位の和が n になる最小の数である。1つ前の9は9、次の11は29。(オンライン整数列大辞典の数列 A051885)
  - 各位の和が10になる数で素数になる最小の数である。次は37。(オンライン整数列大辞典の数列 A107579)
- 各位の平方和が82になる最小の数である。次は91。(オンライン整数列大辞典の数列 A003132)
  - 各位の平方和が n になる最小の数である。1つ前の81は9、次の83は119。(オンライン整数列大辞典の数列 A055016)
- 各位の立方和が730になる最小の数である。次は91。(オンライン整数列大辞典の数列 A055012)
  - 各位の立方和が n になる最小の数である。1つ前の729は9、次の731は119。(オンライン整数列大辞典の数列 A165370)
- 各位の積が9になる2番目の数である。1つ前は9、次は33。(オンライン整数列大辞典の数列 A034056)
  - 各位の積が9になる数で最小の素数である。次は191。(オンライン整数列大辞典の数列 A107695)
- 19 = 1 + 2 + 3 + 5 + 8
  - フィボナッチ数列を構成する最初の5数の和である。1つ前は11、次は32。
- 異なる平方数の和で表せない31個の数の中で10番目の数である。1つ前は18、次は22。
- 八面体数の第3の自然数。1つ前は6、次は44。
- 19 = 33 − 23
  - n = 3 のときの n3 − (n − 1)3 の値とみたとき1つ前は7、次は37。(オンライン整数列大辞典の数列 A003215)
  - 連続する立方数の差で表せる2番目の素数である。1つ前は7、次は37。
  - 連続素数の立方数の差で表せる最小の数である。次は98。(オンライン整数列大辞典の数列 A129701)
  - n = 3 のときの 3n − 2n の値とみたとき1つ前は5、次は65。(オンライン整数列大辞典の数列 A001047)
  - 素数 p = 3 のときの 3p − 2p の値とみたとき1つ前は5、次は211。(オンライン整数列大辞典の数列 A135171)
  - 3n − 2n の形の2番目の素数である。1つ前は5、次は211。(オンライン整数列大辞典の数列 A058765)
  - 19 = 32 + 3 × 2 + 22
    - 1辺3の立方体を1辺1の立方体27個を使って作ったとき、同時に見ることができる1辺1の立方体は最大19個である。
- 中心つき三角数かつ中心つき六角数である。1つ前は1、次は631。(オンライン整数列大辞典の数列 A107118)
- 19 = 12 + 32 + 32
  - 3つの平方数の和1通りで表せる9番目の数である。1つ前は18、次は21。(オンライン整数列大辞典の数列 A025321)
- 19 = 102 − 92 = (10 + 9) × (10 − 9)
  - n = 10 のときの (n + 9)(n − 9) の値とみたとき1つ前は0、次は40。(オンライン整数列大辞典の数列 A098850)
- 19 = 72 − 52 − 32 + 22
  - n = 2 のときの 7n − 5n − 3n + 2n の値とみたとき1つ前は1、次は199。(オンライン整数列大辞典の数列 A135162)
- 19 = 42 + 4 − 1 = 52 − 5 − 1
  - n = 4 のときの n2 + n − 1 の値とみたとき1つ前は11、次は29。(オンライン整数列大辞典の数列 A028387)
- 完全数496、8128の各位の和である。
  - 19 = 4 + 9 + 6 = 8 + 1 + 2 + 8

## その他 19 に関連すること
- 19の接頭辞：novemdec,novendec（拉）、enneakaideca（希）
- 19倍をノヴェムデキュプル (novemdecuple) という。
- 原子番号19の元素は、カリウム (K)。
- 第19代天皇は、允恭天皇。
- 第19代内閣総理大臣は、原敬。
- 通算して第19代の征夷大将軍は、足利義満（室町幕府第3代将軍）。
- 大相撲第19代横綱は、常陸山谷右エ門。
- アメリカ合衆国第19代大統領は、ラザフォード・ヘイズ。
- アメリカ合衆国の19番目の州は、インディアナ州。
- 年始から数えて19日目は1月19日。
- JIS X 0401、ISO 3166-2:JPの都道府県コードの「19」は山梨県。
- 殷朝第19代帝は、盤庚。
- 周朝第19代王は、頃王。
- 第19代ローマ教皇はアンテルス（在位：235年11月21日 - 236年1月3日）である。
- タロットの大アルカナでXIXは、太陽。
- 易占の六十四卦で第19番目の卦は、地沢臨。
- クルアーンにおける第19番目のスーラはマルヤムである。
- テレビ大阪、TVQ九州放送のアナログ親局は、19ch。
- 日本語で発音が重苦（じゅうく）に通じるため19という数字が忌み嫌われる場合がある。
- 19年で、同じ日付の日の月相（月の缺け方）が一致する。これをメトン周期という。
- 十九日月を寝待月（ねまちづき）、臥待月（ふしまちづき）という。
- バハーイー暦において、1暦年に含まれる月（アイヤーミ・ハーを除く）の数は19か月であり、各月の日数は19日である。
- 十九路盤は、囲碁に使われる最も標準的な碁盤。（縦横19本の線が交差している事から）。
- 19インチラックは、機器類を収容する為のキャビネット。
- プロ野球で野田浩司は、1試合19奪三振のゲーム最多記録を保持。
- 山鼻19条停留場は、札幌市電山鼻線の停留場。
- ルノー・19は、フランスのルノーの乗用車。
- A-19は、ソ連のカノン砲。
- Do 19は、ドイツの爆撃機。
- F-19は、アメリカの存在しない航空機の形式番号。
- K-19は、ソ連の658型潜水艦。
  - K-19 (映画)は、この潜水艦を主題にした2002年のアメリカ映画。
- L-19
- MiG-19は、ソ連の戦闘機。
- PP-19 Bizonは、ロシアの短機関銃。
- PT-19は、アメリカの練習機。
- Su-19は、ソ連の戦闘爆撃機。
- XB-19は、アメリカの試作爆撃機。
- 伊号第一九潜水艦（伊19）は、日本の潜水艦。
- キ19は、日本の試作爆撃機。
- 第19軍
  - 大日本帝国陸軍第19軍
  - 第二次世界大戦時のドイツ陸軍第19軍
  - アメリカ空軍第19空軍
- 各国の第19師団
- 第19連隊
  - 大日本帝国陸軍歩兵第19連隊
  - 陸上自衛隊第19普通科連隊
  - フランス陸軍第19工兵連隊
- 「地球発19時」は、TBS系列で放送されたドキュメンタリー番組。
- 「19BOX21」は、CBCラジオの音楽番組。
- 『19 (ヌイーゼン)』 - ソフトプロのファミリーコンピュータ ディスクシステム用シミュレーションゲーム。
- 『NINETEEN 19』は、きたがわ翔の漫画。
- 『19 ナインティーン』 は、1987年公開の少年隊主演の日本の映画。
- 『19（ナインティーン）』は、2001年に公開された渡辺一志監督の日本映画。
- 『サディスティック・19』は、立花晶の漫画。
- 『Baby Princess』（メディアミックス作品）0 - 18歳までの19人姉妹とこの家族の養子となった主人公の物語。
- 全国高等学校野球選手権大会における個人最多安打記録は19安打で、第68回大会で水口栄二が、第99回大会で中村奨成が達成[1]。

### 音楽関係
- 19頭身は、日本を拠点とするレコードレーベル。
- 19（ジューク） - 岡平健治と岩瀬敬吾のフォークデュオユニット。
  - 『19 BEST』、『19 〜すべての人へ』は、19のアルバム。
- 『19 (Nineteen)』 - イギリス人ミュージシャン、ポール・ハードキャッスルが1985年に発表したシングル。
- 『19 (nineteen) 』- THE ALFEEのシングル。
- 『19』は、THE COLLECTORSの楽曲。アルバム「ロック教室〜THE ROCK'N ROLL CULTURE SCHOOL〜」に収録。
- 『19 Memories』は、加藤ミリヤのシングル。
- 『19roll』は、STANCE PUNKSのシングル。
- 『SWEET 19 BLUES』は、安室奈美恵のアルバム。
- 『19 -Road to AMAZING WORLD-』は、EXILEのアルバム。

## 符号位置
| 記号 | Unicode | JIS X 0213 | 文字参照         | 名称                          |
| ---- | ------- | ---------- | ---------------- | ----------------------------- |
| ⑲    | U+2472  | 1-13-19    | &#x2472; &#9330; | CIRCLED DIGIT NINETEEN        |
| ⒆    | U+2486  | -          | &#x2486; &#9350; | PARENTHESIZED DIGIT NINETEEN  |
| ⒚    | U+249A  | -          | &#x249A; &#9370; | DIGIT NINETEEN FULL STOP      |
| ⓳    | U+24F3  | 1-12-19    | &#x24F3; &#9459; | DOUBLE CIRCLED DIGIT NINETEEN |